# Nodelloidea
De Nodelloidea zijn een superfamilie van uitgestorven kreeftachtigen uit de klasse van de Ostracoda (mosselkreeftjes).

## Familie
- Nodellidae Zaspelova, 1952 †